# Las Breas
Las Breas är en gruva i Chile.   Den ligger i provinsen Provincia de Huasco och regionen Región de Atacama, i den centrala delen av landet, 500 km norr om huvudstaden Santiago de Chile. Las Breas ligger 880 meter över havet.
Terrängen runt Las Breas är huvudsakligen kuperad, men österut är den bergig. Terrängen runt Las Breas sluttar västerut. Närmaste större samhälle är Vallenar, 12,8 km väster om Las Breas. 
Omgivningarna runt Las Breas är i huvudsak ett öppet busklandskap. Runt Las Breas är det mycket glesbefolkat, med 6 invånare per kvadratkilometer.